# David Wiman
David Leopold Wiman (6. august 1884 – 6. oktober 1950) var en svensk gymnast som deltog i OL 1912 i Stockholm.
Widman blev olympisk mester i gymnastik under OL 1912 i Stockholm. Han var med på det svenske hold som vandt holdkonkurrencen for hold i svensk system. Hold fra tre nationer var med i konkurrencen, der blev afholdt på Stockholms Stadion. 